# Wertingen
Wertingen település Németországban, azon belül Bajorországban. Lakosainak száma 9625 fő (2023. december 31.).

## Népesség
A település népessége az elmúlt években az alábbi módon változott:
| Lakosok száma | 1789 | 3218 | 4274 | 6829 | 8878 | 8888 | 9042 | 9223 | 9415 | 9625 |
|               | 1875 | 1950 | 1975 | 1987 | 2012 | 2014 | 2016 | 2017 | 2021 | 2023 |